# Tři Studně
Tři Studně (en allemand : Dreibrunn) est une commune du district de Žďár nad Sázavou, dans la région de Vysočina, en République tchèque. Sa population s'élevait à 109 habitants en 2020.

## Géographie
Tři Studně se trouve à 9 km au nord-est de Žďár nad Sázavou, à 40 km au nord-est de Jihlava à 127 km au sud-est de Prague.
La commune est limitée par Fryšava pod Žákovou horou au nord et à l'est, par Vlachovice au sud, et par Sklené et Cikháj à l'ouest.

## Histoire
La première mention écrite de la localité date de 1645.

## Transports
Par la route, Tři Studně se trouve à 11 km de Žďár nad Sázavou, à 48 km de Jihlava et à 169 km de Prague.